# Istiblennius unicolor
Istiblennius unicolor là một loài cá biển thuộc chi Istiblennius trong họ Cá mào gà. Loài cá này được mô tả lần đầu tiên vào năm 1838.

## Từ nguyên
Tính từ định danh unicolor trong tiếng Latinh có nghĩa là "có màu đồng nhất", hàm ý đề cập đến màu nâu đồng nhất của mẫu vật được bảo quản trong alcohol.

## Phân bố và môi trường sống
I. unicolor có phân bố giới hạn ở Biển Đỏ, xa nhất về phía nam đến đảo Socotra. Chúng sống tập trung ở bờ biển đá có độ sâu đến khoảng 3 m.

## Mô tả
Chiều dài cơ thể lớn nhất được ghi nhận ở I. unicolor là 11 cm. Đầu và thân lốm đốm, có khoảng 4 sọc nhạt dọc theo chiều dài cơ thể đè lên 6 sọc đen. Môi trên có gần 12 vạch đen. Cá đực trưởng thành có mào thịt phát triển ở gáy với nhiều đốm, cá cái không có nhưng một số cá thể có sống thấp nhô lên.
Số gai vây lưng: 13–14; Số tia vây lưng: 17–18; Số gai vây hậu môn: 2; Số tia vây hậu môn: 17–19; Số tia vây ngực: 14; Số gai vây bụng: 1; Số tia vây bụng: 4.

## Sinh thái
Trứng của I. unicolor có chất kết dính, được gắn vào chất nền thông qua một tấm đế dính dạng sợi. Cá bột là dạng phiêu sinh vật, thường được tìm thấy ở vùng nước nông gần bờ.